# Lise Vandecasteele
Lise Agnes Vandecasteele (Wilrijk, 13 november 1982) is een Belgisch arts en marxistisch politica voor de PVDA.

## Levensloop
Vandecasteele studeerde geneeskunde aan de Universiteit Gent. Als student was ze actief in het 'medical team' van de antiglobaliseringsbeweging in Gent. Ze studeerde af in 2007 en werkt sindsdien als huisarts bij Geneeskunde voor het Volk in Hoboken.
Ze engageerde zich ook bij de PVDA, waar ze geldt als zorgexpert. Vandecasteele stelde zich kandidaat bij de Vlaamse verkiezingen van 25 mei 2014, waar ze de 2e opvolgersplaats kreeg op de PVDA-lijst in Antwerpen. Enkele maanden later, in november 2014, werd ze OCMW-raadslid in Antwerpen, wat ze bleef tot eind 2018. Bij de lokale verkiezingen op 14 oktober 2018 kwam Vandecasteele op voor de PVDA in de stad Antwerpen. De partij haalde vier verkozenen. Als eerste opvolger werd Vandecasteele in januari 2019 lid van het bijzonder comité voor de sociale dienst, het vroegere OCMW, een mandaat dat ze uitoefende tot het einde van dat jaar. Sinds april 2021 zetelt ze in de Antwerpse gemeenteraad.
Bij de Vlaamse verkiezingen van 26 mei 2019 werd ze vanop de tweede plaats in de kieskring Antwerpen verkozen als lid van het Vlaams Parlement. Bij die verkiezingen behaalde PVDA voor het eerst verkozenen in het Vlaams Parlement. In de daaropvolgende zittingsperiode werd Vandecasteele toegevoegd lid aan de Commissie voor Welzijn, Volksgezondheid, Gezin en Armoedebestrijding en aan de Commissie voor Binnenlands Bestuur, Gelijke Kansen en Inburgering. Ze ging toeleggen op de thema's zorg en welzijn, kinderopvang en ouderenzorg, armoede en vrouwenrechten.
In december 2023 bracht Vandecasteele een boek uit, getiteld Wassen, plassen, slapen, klaar. Daarin schetste ze de benarde toestand van de kinderopvang en ouderenzorg, en het protest ertegen.
Vandecasteele kwam opnieuw op voor de PVDA tijdens de Vlaamse verkiezingen van juni 2024. Ze bekleedde de tweede plaats op de Antwerpse kieslijst en werd herverkozen, met ditmaal vier verkozenen voor de partij vanuit de kieskring Antwerpen. Vandecasteele nam opnieuw zitting in de commissie Welzijn, Volksgezondheid, Gezin, Armoedebestrijding en Gelijke Kansen.